# Козацький бенкет (Шевченко)
Козацький бенкет — малюнок роботи Тараса Шевченка, виконаний ним олівцем на папері 25 грудня 1838 року у Санкт-Петербурзі. Розмір 23,3 × 34. Справа внизу олівцем дата і підпис автора: 1838 || Декабря 25. || Шевченко. На звороті начерки.
Назву дано за Б. Залеським Kozackie gody. В літературі відомий під назвою «Прийом Богданом Хмельницьким польського посольства на чолі з Адамом Киселем в лютому 1649 року в Переяславі».
Малюнок зберігається в Національному музеї Тараса Шевченка. Попередні місця збереження: власність К. Свідзінського, Богдана Залеського, Д. Залеського, збірка Оссолінських у Львові, Львівський філіал Бібліотеки АН УРСР, Центральний музей Т. Г. Шевченка,.
1939 року експонувався на Республіканській ювілейній шевченківській виставці в Києві (Каталог, № 118) під назвою «Козацьке весілля».